# Jara-Šetekšna
Tato řeka v severovýchodní Litvě má dva názvy: horní tok od Šetekšnisu až do 16,0 km od soutoku s řekou Šventoji se jmenuje Šetekšna, od 16,0 km až do soutoku se jmenuje Jara.
Pramení 3 km na jihovýchod od jezera Šetekšnis, kterým protéká (2,5 km na jihozápad od městysu Jūžintai), až do městečka Kamajai se klikatí směrem celkově západoseverozápadním, až k městečku Panemunėlis celkově směrem severozápadním. Zde se po soutoku s Valkupysem stáčí směrem jihozápadním, později jihovýchodním, přičemž tvoří nemalou část hranice mezi okresy Rokiškis a Kupiškis, později přechází několik km na hranici mezi okresy Kupiškis a Anykščiai a dále již pod názvem Jara pokračuje na území okresu Anykščiai směrem jižním. U vsi Galvydžiai se vlévá od severozápadu do řeky Šventoji jako její pravý přítok 122,7 km od jejího soutoku s řekou Neris. Šířka koryta na dolním toku je 9 - 10 m. V roce 1939 bylo koryto místy napřímeno, vyrovnány břehy, a sjednocena hloubka koryta, byly zbořeny již nepoužívané stavby. V letech 1933 - 1934 při napřimování koryta u Jodkonysu byly nalezeny nástroje z rohoviny a kostí z období neolitu. V letech 1975 - 1976 Litevský Institut dějin zkoumal dvě neolitická sídla na pravém břehu Jary. Byla nalezena ohniště, výrobky z pazourku, střepy děrované a šňůrové keramiky. Tato sídla patří ke kultuře Narvy/Němenu.

## Přítoky

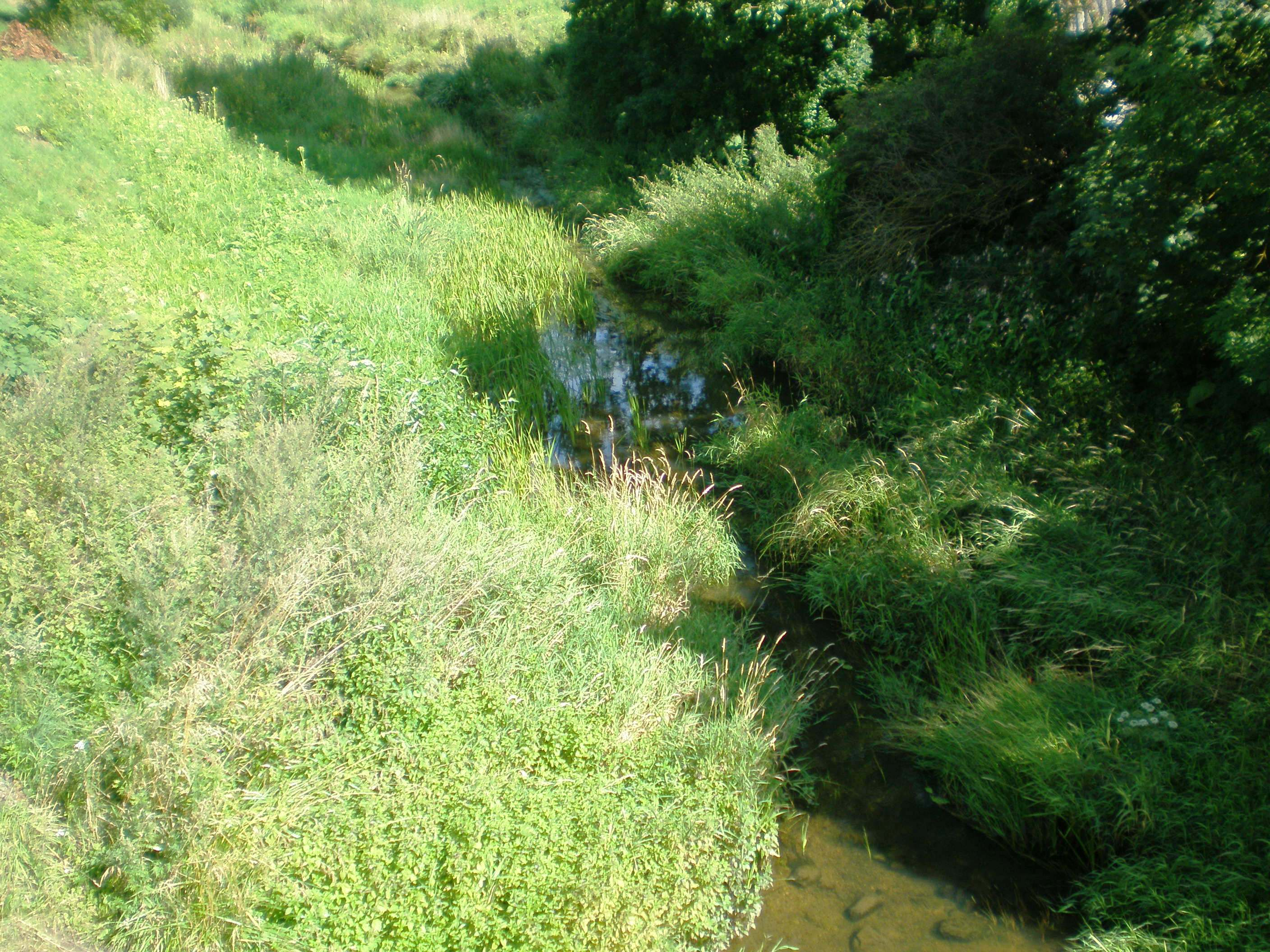
Šetekšna u Kamajů

- Levé:

| Hydrologické pořadí | Řeka     | Délka (km) | Povodí (km²) | Vzdálenost od ústí (km) | Ústí kde   | Koordináty ústí |
| ------------------- | -------- | ---------- | ------------ | ----------------------- | ---------- | --------------- |
| 12210453            | Uosija   | 9,1        | 64,6         | 70,8                    | Nemeniūnai |                 |
|                     | Jš - 5   | 1,5        |              | ~67                     | Kamajai    |                 |
| 12210462            | Žvygupis | 11,1       | 33,6         | 42,2                    | Šetekšnos  |                 |
| 12210469            | Jš - 3   | 3,6        | 4,8          | 33,8                    | Jurkupiai  |                 |
| 12210474            | Maleiša  | 15,0       | 95,6         | 21,5                    | Taraldžiai |                 |
| 12210481            | Jš - 1   | 4,1        | 2,7          | 16,5                    | Ruzgai     |                 |
| 12210487            | Svėdasa  | 3,5        | 29,5         | 12,6                    | Čiukai     |                 |
| 12210489            | Uosinta  | 12,9       | 23,6         | 5,4                     | Vilkonys   |                 |

- Pravé:

| Hydrologické pořadí | Řeka      | Délka (km) | Povodí (km²) | Vzdálenost od ústí (km) | Ústí kde    | Koordináty ústí |
| ------------------- | --------- | ---------- | ------------ | ----------------------- | ----------- | --------------- |
| 12210451            | Vargupys  | 3,9        | 9,9          | 77,8                    | Mieleikiai  |                 |
| 12210452            | Lėškupis  | 8,1        | 19,3         | 73,5                    | Kuokšiai    |                 |
| 12210457            | Jš - 6    | 3,2        | 5,0          | 68,7                    | Kamajai     |                 |
| 12210458            | Luolys    | 6,0        | 15,4         | 66,7                    | Kamajai     |                 |
| 12210459            | Velniupys | 4,6        | 5,0          | 55,6                    | Bajoriškiai |                 |
| 12210461            | Valkupys  | 7,0        | 15,2         | 47,5                    | Panemunėlis |                 |
| 12210465            | Pertakas  | 5,6        | 11,0         | 41,5                    | Šetekšnos   |                 |
| 12210466            | Ešerinis  | 6,0        | 21,6         | 39,5                    | Šetekšnos   |                 |
| 12210471            | Jš - 4    | 3,4        | 4,9          | 32,8                    | Jurkupiai   |                 |
| 12210472            | Vaduva    | 7,0        | 29,7         | 29,9                    | Ažuvadžiai  |                 |
| 12210473            | Jš - 2    | 5,2        | 4,9          | 27,4                    |             |                 |
| 12210482            | Aluotis   | 13,2       | 80,2         | 13,5                    | Druskiai    |                 |